# Best of the ‘B’ Sides
Best of the ‘B’ Sides – kompilacja złożona ze stron B płyt brytyjskiej grupy heavymetalowej Iron Maiden. Jest częścią Eddie’s Archive.

## Lista utworów

### CD 1
| 1.  | "Burning Ambition" | 2:42    |
|     | muz. i sł. Steve Harris; singel „Running Free”                                                                            |         |
| 2.  | "Drifter" (live) | 6:03    |
|     | muz. i sł. Steve Harris, Paul Di’Anno; singel „Sanctuary”                                                                 |         |
| 3.  | "Invasion" | 2:39    |
|     | muz. i sł. Steve Harris; singel „Women in Uniform”                                                                        |         |
| 4.  | "Remember Tomorrow" (live)                                                                                                | 5:28    |
|     | muz. i sł. Steve Harris, Paul Di’Anno; singel „The Number of the Beast”                                                   |         |
| 5.  | "I’ve Got the Fire | 2:39    |
|     | muz. i sł. Ronnie Montrose; cover grupy Montrose; singel „Flight of Icarus”                                               |         |
| 6.  | "Cross-Eyed Mary" | 3:56    |
|     | muz. i sł. Ian Anderson; cover grupy Jethro Tull; singel „The Trooper”                                                    |         |
| 7.  | "Rainbow’s Gold" | 4:59    |
|     | muz. i sł. Terry Wilson Slesser, Kenny Mountain; cover grupy Beckett; singel „2 Minutes to Midnight”                      |         |
| 8.  | "King of Twilight" | 4:53    |
|     | muz. i sł. Roye Albrighton, Mick Brockett, Allan Freeman, Ron Howden, Derek Moore; cover grupy Nektar; singel „Aces High” |         |
| 9.  | "Reach Out" | 3:33    |
|     | muz. i sł. Dave Colwell; singel „Wasted Years”                                                                            |         |
| 10. | "That Girl" | 5:05    |
|     | muz. i sł. Andy Barnett, Merv Goldsworthy, Pete Jupp; singel „Stranger in a Strange Land”                                 |         |
| 11. | "Juanita" | 3:47    |
|     | muz. i sł. Steve Barnacle, Derek O’Neill; cover grupy Marshall Fury; singel „Stranger in a Strange Land”                  |         |
| 12. | "The Sheriff of Huddersfield"                                                                                             | 3:35    |
|     | muz. i sł. Bruce Dickinson, Dave Murray, Adrian Smith, Steve Harris, Nicko McBrain; singel „Wasted Years”                 |         |
| 13. | "Black Bart Blues" | 6:41    |
|     | muz. i sł. Steve Harris, Bruce Dickinson; singel „Can I Play with Madness”                                                |         |
| 14. | "Prowler '88" | 4:09    |
|     | muz. i sł. Steve Harris; singel „The Evil That Men Do”                                                                    |         |
| 15. | "Charlotte the Harlot '88"                                                                                                | 4:13    |
|     | muz. i sł. Dave Murray; singel „The Evil That Men Do”                                                                     |         |
|     | | 1:04:22 |
|     | |         |

### CD 2
| 1.  | "All in Your Mind" | 4:31    |
|     | muz. i sł. Del Bromham; cover grupy Stray; singel „Holy Smoke”                                                                |         |
| 2.  | "Kill Me Ce Soir" | 6:17    |
|     | muz. i sł. Barry Hay, George Kooymans, John Fenton; cover grupy Golden Earring; singel „Holy Smoke”                           |         |
| 3.  | "I’m a Mover" | 3:29    |
|     | muz. i sł. Andy Fraser, Paul Rodgers; cover grupy Free; singel „Bring Your Daughter… to the Slaughter”                        |         |
| 4.  | "Communication Breakdown" | 2:42    |
|     | muz. i sł. Jimmy Page, John Paul Jones, John Bonham; cover grupy Led Zeppelin; singel „Bring Your Daughter… to the Slaughter” |         |
| 5.  | "Nodding Donkey Blues" | 3:17    |
|     | muz. i sł. Bruce Dickinson, Steve Harris, Dave Murray, Nicko McBrain, Janick Gers; singel „Be Quick or Be Dead”               |         |
| 6.  | "Space Station No. 5" | 3:47    |
|     | muz. i sł. Ronnie Montrose, Sammy Hagar; cover grupy Montrose; singel „Be Quick or Be Dead”                                   |         |
| 7.  | "I Can’t See My Feelings" | 3:50    |
|     | muz. i sł. Burke Shelley, Tony Bourge; cover grupy Budgie; singel „From Here to Eternity” (wersja LP)                         |         |
| 8.  | "Roll Over Vic Vella" | 4:48    |
|     | muz. i sł. Chuck Berry, Steve Harris; cover Chucka Berry’ego; singel „From Here to Eternity”                                  |         |
| 9.  | "Justice of the Peace" | 3:33    |
|     | muz. i sł. Dave Murray, Steve Harris; singel „Man on the Edge” (wersja 2)                                                     |         |
| 10. | "Judgement Day" | 4:04    |
|     | muz. i sł. Blaze Bayley, Janick Gers; singel „Man on the Edge” (wersja 1)                                                     |         |
| 11. | "My Generation" | 3:37    |
|     | muz. i sł. Pete Townshend; cover grupy The Who; singel „Lord of the Flies”                                                    |         |
| 12. | "Doctor Doctor" | 4:50    |
|     | muz. i sł. Michael Schenker, Phil Mogg; cover grupy UFO; singel „Lord of the Flies”                                           |         |
| 13. | "Blood on the World’s Hands" (live)                                                                                           | 6:07    |
|     | muz. i sł. Steve Harris; singel „The Angel and the Gambler” (część I)                                                         |         |
| 14. | "The Aftermath" (live) | 6:45    |
|     | muz. i sł. Steve Harris, Blaze Bayley, Janick Gers; singel „The Angel and the Gamber” (część II)                              |         |
| 15. | "Futureal" (live) | 3:01    |
|     | muz. i sł. Steve Harris, Blaze Bayley; singel „The Wicker Man”                                                                |         |
| 16. | "Wasted Years '99" | 5:07    |
|     | muz. i sł. Adrian Smith; singel „Out of the Silent Planet”                                                                    |         |
|     | | 1:09:45 |
|     | |         |